# Pettinengo
Pettinengo é uma comuna italiana da região do Piemonte, província de Biella, com cerca de 1.597 habitantes. Estende-se por uma área de 11 km², tendo uma densidade populacional de 145 hab/km². Faz fronteira com Andorno Micca, Biella, Bioglio, Callabiana, Camandona, Piedicavallo, Pila (VC), Piode (VC), Rassa (VC), Ronco Biellese, Scopello (VC), Selve Marcone, Tavigliano, Ternengo, Valle Mosso, Valle San Nicolao, Veglio, Zumaglia.

## Demografia
| Variação demográfica do município entre 1861 e 2011                               |
|                                                                                   |
| Fonte: Istituto Nazionale di Statistica (ISTAT) - Elaboração gráfica da Wikipedia |